# فيكتور مارتينيز (رياضي)
فيكتور مارتينيز (بالإسبانية: Víctor Martínez)‏ (و. 1973  م) هو رياضي دومينيكاني، ولد في سان فرانسيسكو دي ماكوريس.